# Ms. Splosion Man
Ms. Splosion Man è un videogioco a piattaforme sviluppato da Twisted Pixel e pubblicato da Microsoft Studios per Xbox Live a metà luglio 2011, rappresenta il sequel di 'Splosion Man, uscito nel 2009.

## Trama
Gli scienziati festeggiano con una torta poiché hanno finalmente catturato 'Splosion Man, tuttavia a causa di un incidente attivano un raggio laser che crea Ms. Splosion Man e la storia si ripete.